# Lernaea osphronemi
Lernaea osphronemi is een eenoogkreeftjessoort uit de familie van de Lernaeidae. De wetenschappelijke naam van de soort is voor het eerst geldig gepubliceerd in 1988 door Thomas & Hameed.